# Gefiederte Dinosaurier

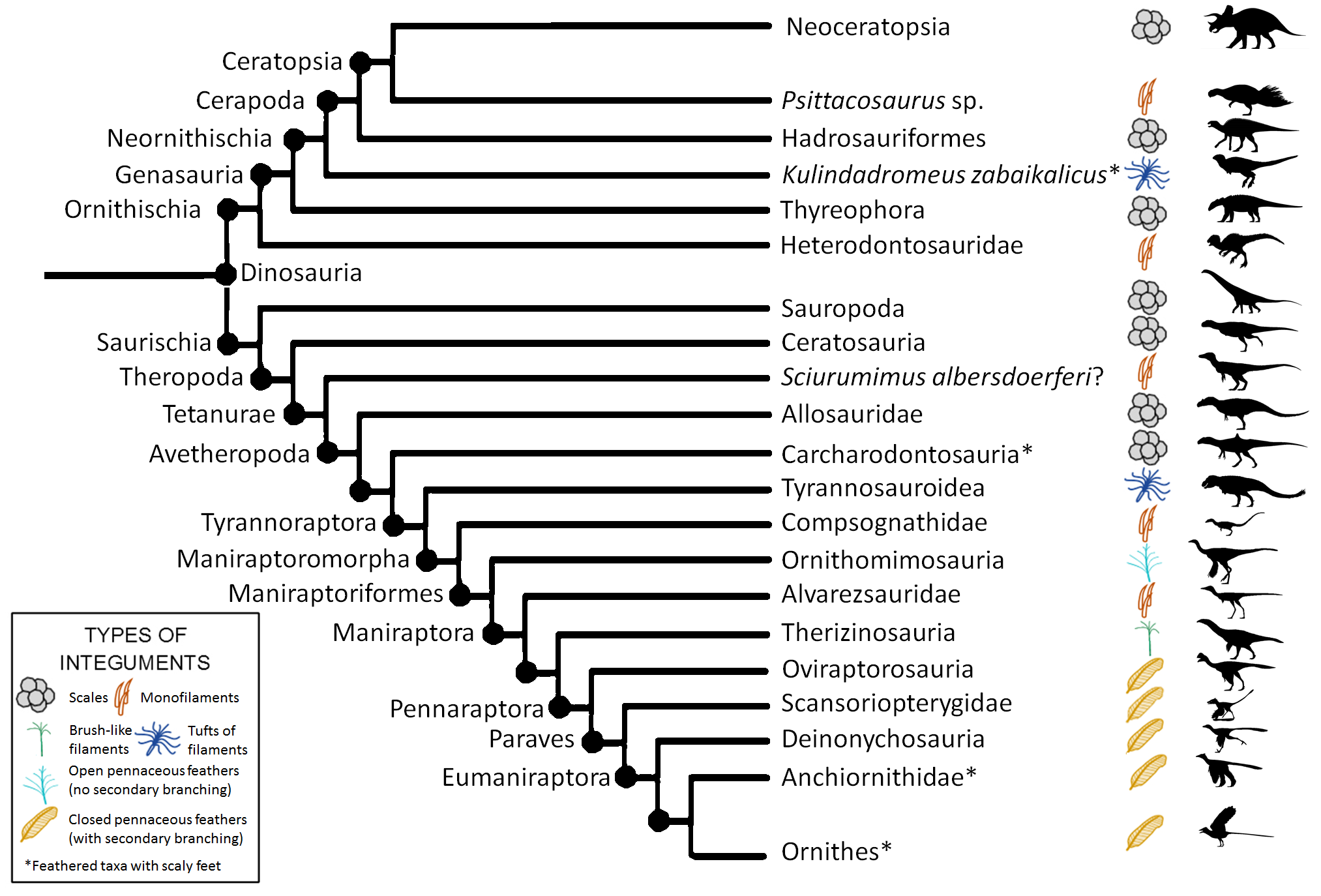
Dinosaurierstammbaum mit der Hautbedeckung: Schuppen, federartige Filamente, Daunen, Konturfedern

Gefiederte Dinosaurier sind alle Arten aus der Klade Dinosaurier, die Federn besitzen. Während dies alle Arten Vögel (Aves) einschließt, gibt es eine Hypothese, dass viele Arten von Nicht-Vogel-Dinosauriern auch Federn in irgendeiner Form besaßen.
Bereits seit dem ersten Fund des Urvogels Archaeopteryx im Solnhofener Plattenkalk im Jahre 1861 existiert Evidenz, dass die Vögel aus Dinosauriern hervorgingen. Weitere Fossilien, die diese Entwicklung aufzeigen, waren bis ins 20. Jahrhundert äußerst selten. Erst in den 1990er Jahren wurde der Fossilbefund in der Entwicklungslinie von den theropoden Dinosauriern zu den Vögeln durch eine Reihe von Funden gefiederter Nicht-Vogel-Dinosaurier und früher Vögel in der Volksrepublik China bereichert.

## Hintergrund und Geschichte
1861 wurde Archaeopteryx beschrieben. Die Gattung stellt ein Mosaik sowohl aus Merkmalen der Saurier als auch der Vögel dar. Zu den Sauriermerkmalen gehören etwa der lange Schwanz, der saurierähnliche Brustgürtel, die bezahnten Kiefer oder auch die Bauchrippen. Vogeltypisch sind vor allem die Flügel mit den Federn, aber auch die Beine mit einem speziellen Gelenk, dem Intertarsalgelenk, in der Fußwurzel. Dieses Merkmalsgefüge erhärtete die Vermutung über die Abstammung der Vögel von den Dinosauriern und stellte somit ein wesentliches Beweisstück für die damals gerade erst drei Jahre alte Evolutionstheorie von Charles Darwin dar. Archaeopteryx blieb jedoch zunächst das einzige Tier, das eine Verbindung zwischen Vögeln und Dinosauriern darstellte und so blieben viele Theorien, besonders über die Entwicklung des Fluges und der dafür konstruierten Federn, unbewiesen.
Archaeopteryx hatte bereits Federn, die in Aufbau und Funktion den Federn heutiger Vögel entsprachen. Diese so genannten Konturfedern bestehen aus einem zentralen Schaft, von dem kleinere Seitenäste abgehen. Diese Ästchen sind untereinander verhakt und erhalten auf diese Weise Stabilität. Außerdem sind sie asymmetrisch und bilden gemeinsam mit benachbarten Federn eine Tragfläche, die beim Abschlag luftundurchlässig und beim Aufschlag luftdurchlässig wird. Da auch die Flügel des Archaeopteryx so aufgebaut waren, besteht heute weitgehend Einigkeit über die Flugfähigkeit dieses Urvogels. Wie und ob sich diese Federn aus Reptilienschuppen entwickelt haben könnten, war bislang jedoch nur Gegenstand von Spekulationen. Siehe auch: Evolution der Vogelfeder.

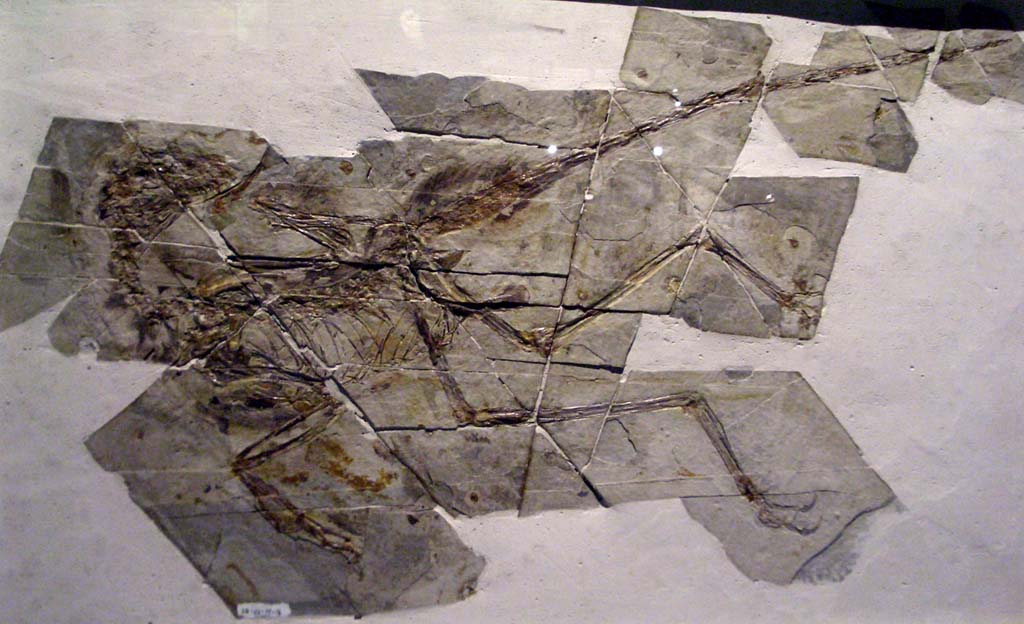
Fossil von Sinornithosaurus mit federartigen Strukturen

1996 stießen Forscher in den Sedimenten der Jehol-Gruppe in der chinesischen Provinz Liaoning auf ein Fossil, das den Beginn einer Reihe spektakulärer Funde darstellen sollte. Dieses Dinosaurierfossil, ein Theropode mit dem Namen Sinosauropteryx, hatte eine Kontur aus fädigen Strukturen. Auch spätere Fossilien der gleichen Region wie Caudipteryx, Sinornithosaurus und besonders Beipiaosaurus zeigten ähnliche körperumhüllende Fasern, die sich später als daunenartige Strukturen aus mehreren Filamenten mit einem gemeinsamen Ursprungspunkt herausstellten. Daneben fanden sich auch besonders an den Vorderbeinen und am Schwanz Elemente mit einem zentralen Schaft und symmetrisch angeordneten Nebenästen. Eine Versteifung fehlte diesen Federn allerdings. Entsprechend waren sie nicht als Fluginstrumente nutzbar, sie dienten wahrscheinlich eher der Wärmeisolation des Körpers. Aufgrund von Funden des Oviraptor in eindeutiger Brutposition auf einem Gelege war bereits bekannt, dass diese Sauriergruppe gleichwarm gewesen sein muss. Eine isolierende Federschicht bestätigt diese Annahme.
Damit ist die Evolution der Federn und des Vogelfluges zwar nicht vollständig geklärt, die Lücken sind jedoch wesentlich kleiner geworden als sie noch vor 1996 waren. Doch auch zum Verständnis der weiteren Evolution der Vögel hin zu den modernen Vertretern haben die chinesischen Fossilien etwas zu bieten. Anfang des Jahres 2001 wurde vom Fund eines Vogelfossils mit dem Namen Apsaravis in der Zeitschrift Nature berichtet. Seit dem Fund des Ichthyornis 1870 war kein so naher Verwandter rezenter Vögel mehr gefunden worden.
Im Laufe der Zeit wurden immer mehr Dinosauriergattungen beschrieben, die vollständig befiedert waren. So waren einige fossile Überreste des vierflügligen Anchiornis so gut erhalten, dass man von ihnen auf die Farben der Federn des Tieres schließen konnte. Anchiornis besaß wohl hauptsächlich graue Federn, einen roten Federkamm auf dem Kopf sowie weiße, mit schwarzen Bändern versehene Konturfedern an Vorder- und Hinterbeinen. Darüber hinaus sind die Funde von Anchiornis älter als die des vermeintlichen „Urvogels“ Archaeopteryx. Weitere Funde wie die von Aurornis oder Fujianvenator,  die jeweils vor oder zur gleichen Zeit wie Archaeopteryx lebten, zeigen, dass die Evolution der Vögel wesentlich komplexer und vielfältiger abgelaufen sein muss als zuvor angenommen wurde. Gemeinsam ist all diesen Tieren, dass sie noch nicht die Fähigkeit besaßen, zu fliegen. Während aber Anchiornis wahrscheinlich den Gleitflug beherrschte, war Fujanvenator aufgrund seiner langen Beine wohl eher auf das Laufen am Boden oder das Staksen durch Sümpfe spezialisiert.

## Abweichende Meinungen
Einige amerikanische Paläornithologen um Alan Feduccia interpretieren die Beziehungen zwischen Vögeln und Dinosauriern abweichend; sie meinen, die Vögel hätten sich schon vor den Dinosauriern von den Archosauriern abgespaltet.
So habe Archaeopteryx vor 150 Mio. Jahren schon Konturfedern gehabt wie die heutigen Vögel, einige wesentlich spätere Arten der Theropoden wie Caudipteryx oder Protarchaeopteryx, die für Vorfahren der Vögel gehalten werden, hätten aber wesentlich primitivere Federn gehabt. Das sei besser damit zu erklären, dass diese angeblichen Theropoden Nachkommen flugunfähig gewordener Vögel seien, wofür sie den Ausdruck „Nichtvogeldinosaurier“ prägten. Eine Studie aus dem Jahr 2005 kommt zu dem Ergebnis, dass es sich bei den körperumhüllenden Fasern, die einige der in der Jeholgruppe gefundenen Theropoden aufweisen, nicht um Federn, sondern um Bindegewebe in Form von Collagenfasern handele. Außerdem wurde eingewandt, dass die Finger der Theropoden sich aus den Fingern I–III entwickelt hätten, bei den Vögeln hätten sich diese aber aus den Fingern II–IV entwickelt. 
Die Mehrheit der Paläontologen teilt die Auffassung Feduccias aber nicht.